# Margraviato de Amberes

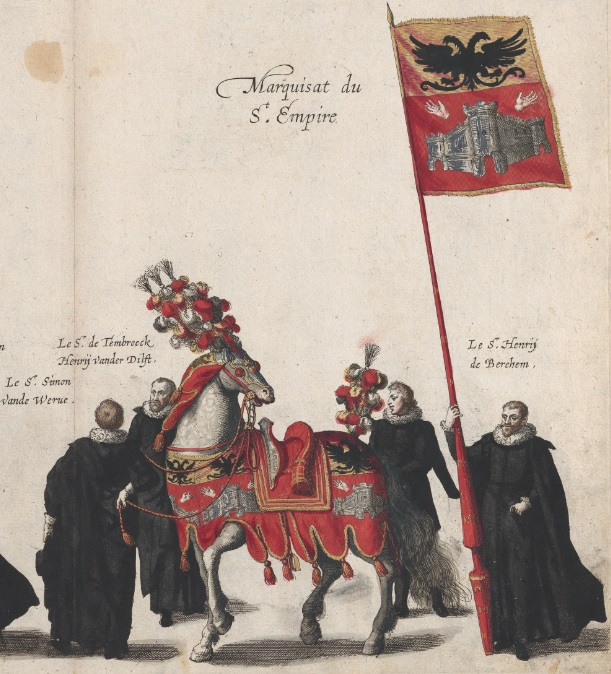
heráldico de la Margraviato de Amberes

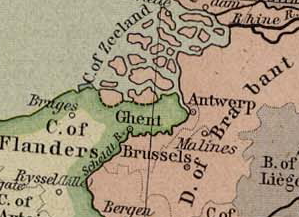
Marca de Amberes en 1477. Mapa histórico.

La marca de Amberes consistió desde el siglo XI en el área alrededor de las ciudades de Amberes y Breda.

## Origen
Bajo el mando de Otón II, emperador del Sacro Imperio Romano Germánico. se crearon muchas marcas a lo largo de la frontera con Francia Occidental (esta frontera coincidía con el río Escalda). Originalmente, la marca estuvo restringida a la frontera del río Escalda, en 994 Ansfrido de Utrecht añadió Toxandria a la marca.

## Historia
En el siglo XI la marca de Amberes fue un de los feudos del duque de Baja Lotaringia. Godofredo de Bouillón recibió la marca en 1076 de parte del emperador Enrique IV. Luego de su muerte durante el sitio de Acre en la primera Cruzada, Enrique I de Limburgo fue nombrado marqués.
En 1106 el ducado de Baja Lotaringia y el margraviato estaban unidos. Luego de la abolición del ducado en 1190 por el emperador Enrique VI solo quedó su título y este fue dado al duque de Barbante.

## Composición
La marca consistió (luego de la pérdida de Breda) en las ciudades de Amberes, Herentals y Lier y los cuarteles de Santvliet, Rijen, Geel, Zandhoven, Turnhout y Hoogstraten.

## Margraves de Amberes
- 974–1002 Godofredo I
- 1005–1044 Gothelón I el Grande
- 1044–1046 Gotelón II
- 1046–1065 Federico
- 1065–1069 Godofredo II
- 1069–1070 Balduino VI
- 1070–1076 Godofredo III
- 1076–1100 Godofredo de Bouillon
- 1101–1106 Enrique I de Limburgo
- 1106–1139 Godofredo I de Lovaina
- 1139–1142 Godofredo II de Lovaina
- 1142–1190 Godofredo III de Lovaina